# USS LST-927
O USS LST-927 foi um navio de guerra norte-americano da classe LST que operou durante a Segunda Guerra Mundial.